# Sportåret 1870

## Händelser

### Baseboll
- 14 juni - Cincinnati Red Stockings förlorar mot Brooklyn Atlantics med 7–8 efter 11 inningar. Det är klubbens första förlust sedan man blev helt professionell inför 1869 års säsong. Segersviten stannade därmed på 84 raka segrar.[1]
- 27 november - The New York Times kallar baseboll USA:s "nationalsport".[2]
- Chicago White Stockings vinner National Association of Base Ball Players.[1]

### Boxning
- 10 maj — Jem Mace återvänder till tävlingsboxningen och slåss mot Tom Allen om det engelska mästerskapet, i Kennerville i Louisiana, USA.  Mace vinner på KO i 10:e ronden. Mace gör nu också anspråk på den amerikanska mästerskapstiteln. Men då han varken mött Elliott eller McCoole, är anspråket oglitligt.[3]
- 12 december — Jimmy Elliott, som gör anspråk på amerikanska mästerskapstiteln, arresteras och döms för rån på landsvägen och misshandel med uppsåt att döda. Han döms till 16 år och 10 månader på Eastern State Penitentiary i Philadelphia i Pennsylvania, USA efter att ha suttit av över 8 år.[4]
- Okänt datum - Elliotts rival Mike McCoole boxas inte under året, men då Elliott nu är ute ur leken, gör McCoole det starkaste anspråket på den amerikanska mästerskapstiteln, med Mace som huvudrival.[5]

### Cricket
- Okänt datum - Yorkshire CCC vinner County Championship [6].

### Rodd
- 6 april - Universitetet i Cambridge vinner universitetsrodden mot Oxfords universitet.

### Segling
- 8 augusti - Amerikanska Magic besegrar engelska Cambria och vinner America's Cup.[2]

## Födda
- 8 april – Leonard Lagerlöf, svensk sportskytt, olympisk silver- och bronsmedaljör.
- 16 september – John Pius Boland, irländsk tennisspelare, olympisk mästare i singel och dubbel vid de första spelen 1896.
- 22 september – Charlotte Cooper Sterry, brittisk tennisspelare. Damsingelsegrare i Wimbledon fem gånger och den första kvinnliga olympiska mästarinnan någonsin.
- 18 oktober – Josiah Ritchie, brittisk tennisspelare, olympisk guld-, silver och bronsmedaljör.
- 15 december – Hugo Sällström, svensk seglare, olympisk silvermedaljör.

### Fotnoter
1. 1 2  ”Charlton's Baseball Chronology - 1870” (på engelska). Charlton's Baseball Chronology. Arkiverad från originalet den 29 oktober 2008. https://web.archive.org/web/20081029213218/http://www.baseballlibrary.com/chronology/byyear.php?year=1870. Läst 15 augusti 2015.
2. 1 2  ”Chronology of Sports”. Arkiverad från originalet den 22 juli 2011. https://web.archive.org/web/20110722012455/http://worldtimeline.info/sports/. Läst 18 juli 2011.
3. ↑  Cyber Boxing Zone – Jem Mace.  läst 8 november 2009.
4. ↑  Cyber Boxing Zone – Jimmy Elliott. läst 8 november 2009.
5. ↑  Cyber Boxing Zone – Mike McCoole. läst 8 november 2009.
6. ↑  En inofficiell titel fram till december 1889 då första officiella County Championship spelades.